# آرمسترانگ ویتورث ایرکرفت

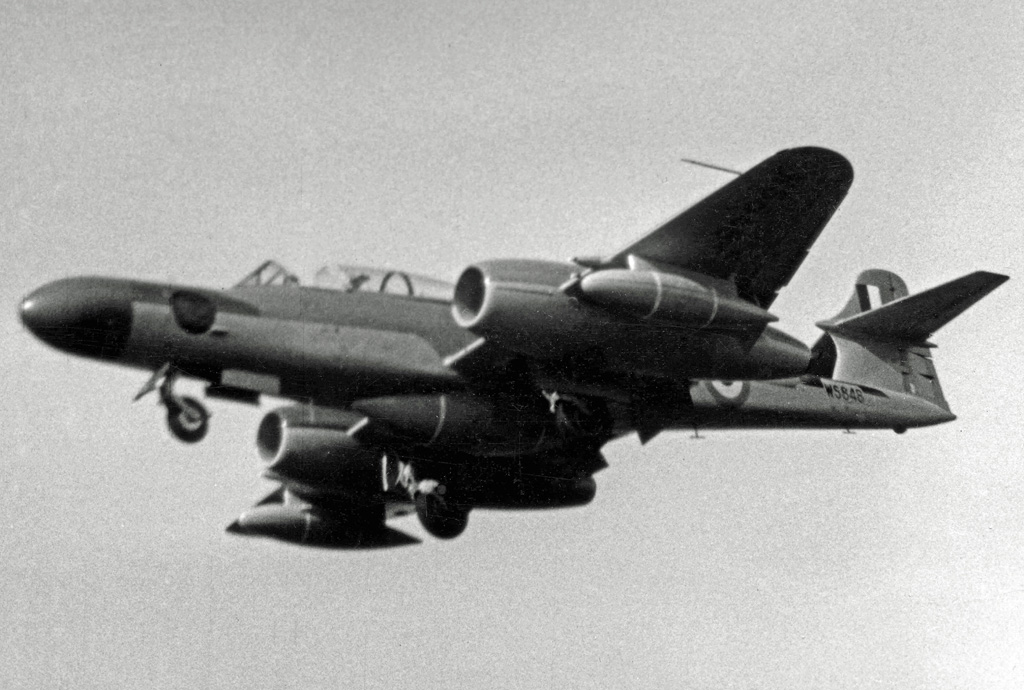
گلاستر میتیور ان اف.۱۴

آرمسترانگ ویتورث ایرکرفت (به انگلیسی: Armstrong Whitworth Aircraft) یا سر دبیلو. جی. آرمسترانگ ویتورث ایرکرفت (به انگلیسی: Sir W. G. Armstrong Whitworth Aircraft Company) یک شرکت سازندهٔ هواگرد در بریتانیا بود.

## تاریخچه
آرمسترانگ ویتورث ایرکرفت در سال ۱۹۱۲ به عنوان بخش هوانوردی گروه مهندسی سر دبلیو. جی. آرمسترانگ ویتورث و شرکا در نیوکاسل بر چا شد و از سال ۱۹۱۴ تا ۱۹۱۷ طراح هلندی هواگرد فردریک کولهوفن را در استخدام اشت.
در سال ۱۹۲۰ آرمسترانگ ویتورث شرکت سازندهٔ موتور هواگرد و خودرو سیدلی-دیزی را به تملک خود درآورد. بخش موتور خودروی هر دو شرکت به عهدهٔ آرمسترانگ سیدلی و بخش هواگرد آنها به عهدهٔ شرکت سر دبلیو. جی. آرمسترانگ ویتورث ایرکرفت قرار گرفت. هنگامی که ویکرز و آرمسترانگ ویورث در سال ۱۹۲۷ با هم ادغام شدند تا ویکرز آرمسترانگز را پدید آورند، آرمسترانگ ویتورث ایرکرفت و آرمسترانگ سیدلی به وسیلهٔ جان دونپورت سیدلی خریداری شد و به گروه جدید پیوست. در نتیجه دو شرکت هواگردسازی با نام آرمسترانگ وجود داشت، یکی ویکرز-آرمسترانگ (که به نام ویکرز معروف است) و ارمسترانگ-ویتورث.
در سال ۱۹۳۵ جان دونپورت سیدلی بازنشسته شد و آرمسترانگ ویتورث ایرکرفت به وسیلهٔ هاوکر ایرکرفت خریداری شد و گروه جدید هاوکر سیدلی ایرکرفت نام گرفت. این دو شرکت تشکیل دهندهٔ هاوکر سیدلی با هم همکاری می‌کردند، ولی فعالیت آنها مستقل از هم بود.
در خلال دههٔ ۱۹۵۰ آرمسترانگ ویتورث ایرکرفت تعداد بسیاری گلاستر میتیور، هاوکر سی هاوک و هاوکر هانتر در کارخانه‌های بریستول و بجینتن برای نیروی هوایی و دریایی پادشاهی بریتانیا و نیروی هوایی پادشاهی بلژیک ساخت. این شرکت سرانجام با شرکت دیگر هاوکر-سیدلی، گلاستر ایرکرفت، ادغام شد و در سال ۱۹۶۱ ویتورث گلاستر ایرکرفت را پدید آورد. در سال ۱۹۶۳ هاوکر سیدلی نام شرکت‌های زیرمجموعه را از محصولات خود حذف کرد. آخرین محصول آرمسترانگ ویتورث ارگوسی بود که نام هاوکر سیدلی ارگوسی به آن داده شد.